# Stazione di Casale Monferrato
La stazione di Casale Monferrato è una stazione ferroviaria posta sulle linee Mortara-Asti, Chivasso-Alessandria e Vercelli-Casale la quale funge da capolinea.
Serve il centro abitato di Casale Monferrato. 

## Storia

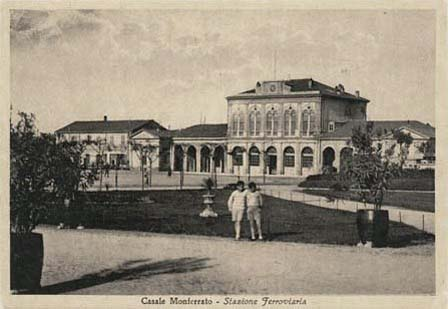
La stazione in una cartolina d'epoca

Lo scalo fu aperto nel 1857 con il nome di Casale al momento dell'inaugurazione della ferrovia Vercelli-Casale-Valenza
A partire dal 2012, il servizio sulla ferrovia Castagnole-Asti-Mortara risulta sospeso.
A partire dal 14 giugno 2013 la ferrovia Vercelli-Casale Monferrato viene momentaneamente sospesa.
Il giorno 15 giugno 2022 viene annunciata la riapertura al servizio viaggiatori, della tratta Mortara-Casale Monferrato (appartenente alla linea ferroviaria Asti-Mortara), avvenuta il giorno 11 settembre 2023.

## Strutture e impianti
L'impianto è gestito da Rete Ferroviaria Italiana (RFI). 
La stazione dispone di un fabbricato viaggiatori monumentale in stile neo-rinascimentale. Il corpo di fabbrica (cioè il corpo centrale dell'edificio) si sviluppa su due livelli:
Il piano terra, utilizzato per i servizi dedicati ai viaggiatori come biglietteria e sala d'attesa, si compone di cinque porte a centina con la chiave di volta ben in evidenza, rivestite da una vetrata che permette l'ingresso della luce all'interno della struttura; ai lati delle aperture sono presenti sei lesene. Tra il piano inferiore e quello superiore c'è una cornice marcapiano dove sono montati due lucernari in ferro battuto anch'essi in stile liberty. La facciata del primo piano presenta cinque finestre bifore, ogni foro è separato da una colonna alla cui base è possibile trovare una elegante balaustra; anche su questo livello ci sono sei lesene a capitello ionico che "sorreggono" una cornice marcapiano. Sopra la cornice marcapiano è presente un fregio a dentelli che circonda tutto il perimetro del corpo di fabbrica. Il tetto della struttura ospita un piccolo corpo al cui interno c'è l'orologio analogico della stazione. Le ali laterali del fabbricato viaggiatori, si sviluppano in modo simmetrico e constano di un colonnato composto da quattro archi a centina uguali a quelli del corpo di fabbrica; il colonnato termina con la presenza di un edificio minore posto in posizione trasversa rispetto al colonnato stesso; questo corpo minore presenta tre archi a centina ciechi e privi di elementi decorativi ed una facciata a timpano.
La stazione inoltre dispone di un magazzino merci che discosta dall'architettura tipica dei magazzini merci delle stazioni ferroviarie italiane: questo magazzino si compone su due livelli e presenta alcuni elementi decorati quali due lesene, una cornice marcapiano ed alcuni cornicioni che decorano le finestre monofore a centina.
Tutte le strutture sono in muratura, a pianta rettangolare e tinteggiate di giallo ad eccezione degli elementi decorativi che sono realizzati in pietra bianca così da risaltare rispetto al resto della struttura.
La circolazione è gestita tramite un banco ACEI.
La stazione disponeva di uno scalo merci con annesso magazzino ancora operativo. La pianta dei fabbricati è rettangolare.
Il piazzale è composto da cinque binari dedicati al servizio viaggiatori e quattro dedicati alla sosta dei carri merci.
I binari destinati al servizio viaggiatori sono dotati di banchina, riparati da una pensilina e collegati fra loro da un sottopassaggio.
In passato la stazione disponeva di uno scalo, il quale era il centro delle attività logistiche dell'area casalese. 

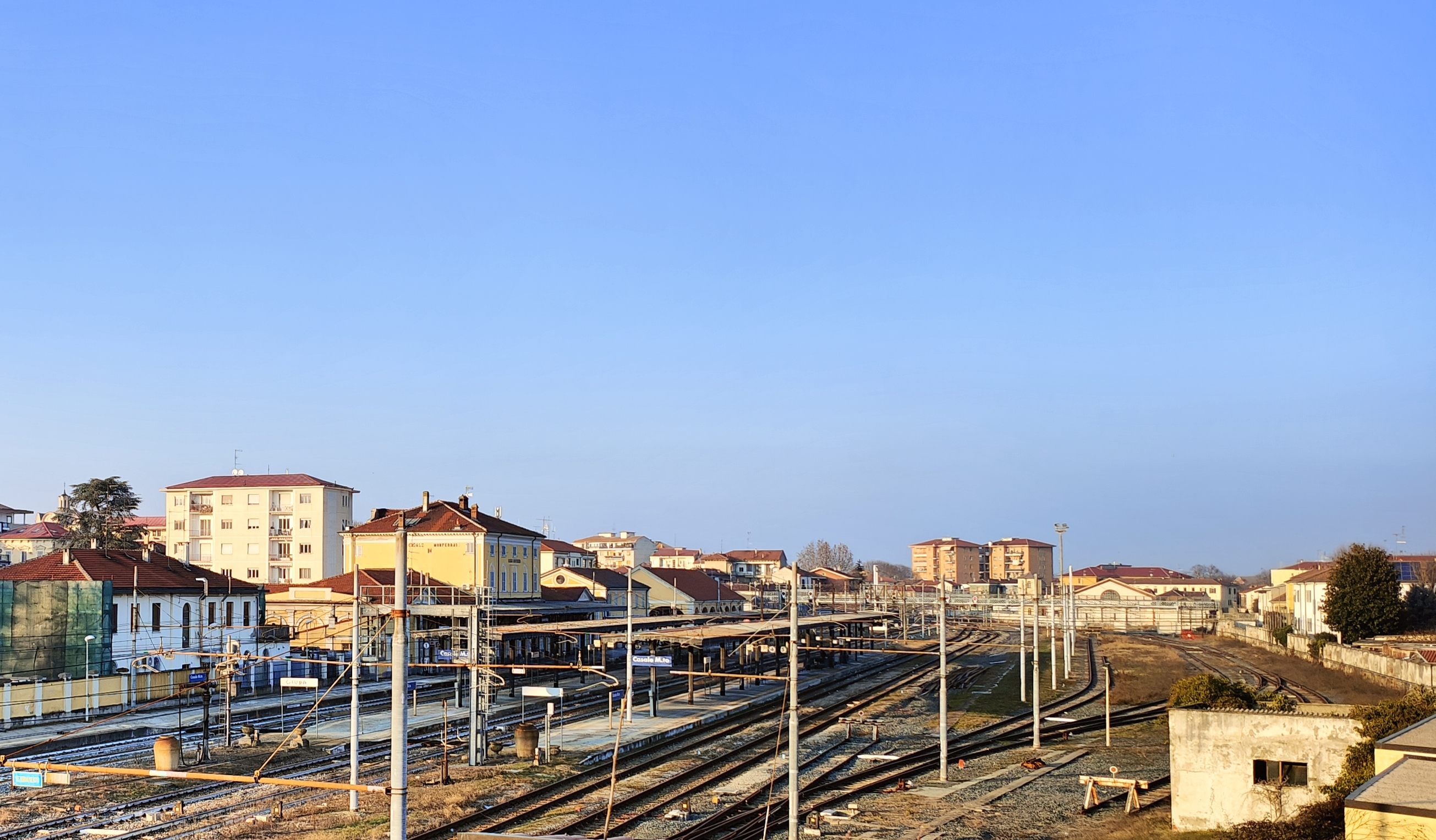
Panorama del fascio binari

Le principali attività riguardavano la manipolazione e il trasporto di container (Gruppo Messina), trasporto di prodotti chimici (Società Mazzetti) e merci varie quali: legname, profilati di ferro, cisterne in vetroresina, frigoriferi, concimi per l'agricoltura. Nell'anno 2006 il Comune pubblicava una relazione in cui veniva proposto (insieme ad altri progetti da realizzare) uno spostamento dello scalo, situato all'interno della città, in una nuova area destinata allo scalo ed allo smistamento delle merci.

## Movimento
Il servizio passeggeri è costituito da treni regionali svolti da Trenitalia nell'ambito del contratto di servizio stipulato con la Regione Piemonte. La stazione risulta priva di traffico ferroviario nella giornate di sabato e festivi.

## Servizi
La stazione, che RFI classifica nella categoria silver, è dotata di un impianto di videosorveglianza e di altoparlanti per gli annunci sonori di arrivo e partenza treni.
Lo scalo offre i seguenti servizi:
- Biglietteria automatica
- Sala d'attesa
- Servizi igienici
- Negozi

## Interscambi
Nel piazzale antistante il fabbricato viaggiatori sono presenti una capolinea taxi e una fermata delle autolinee Gruppo Torinese Trasporti (GTT).
- Fermata autobus
- Stazione taxi